# Dublin North-East

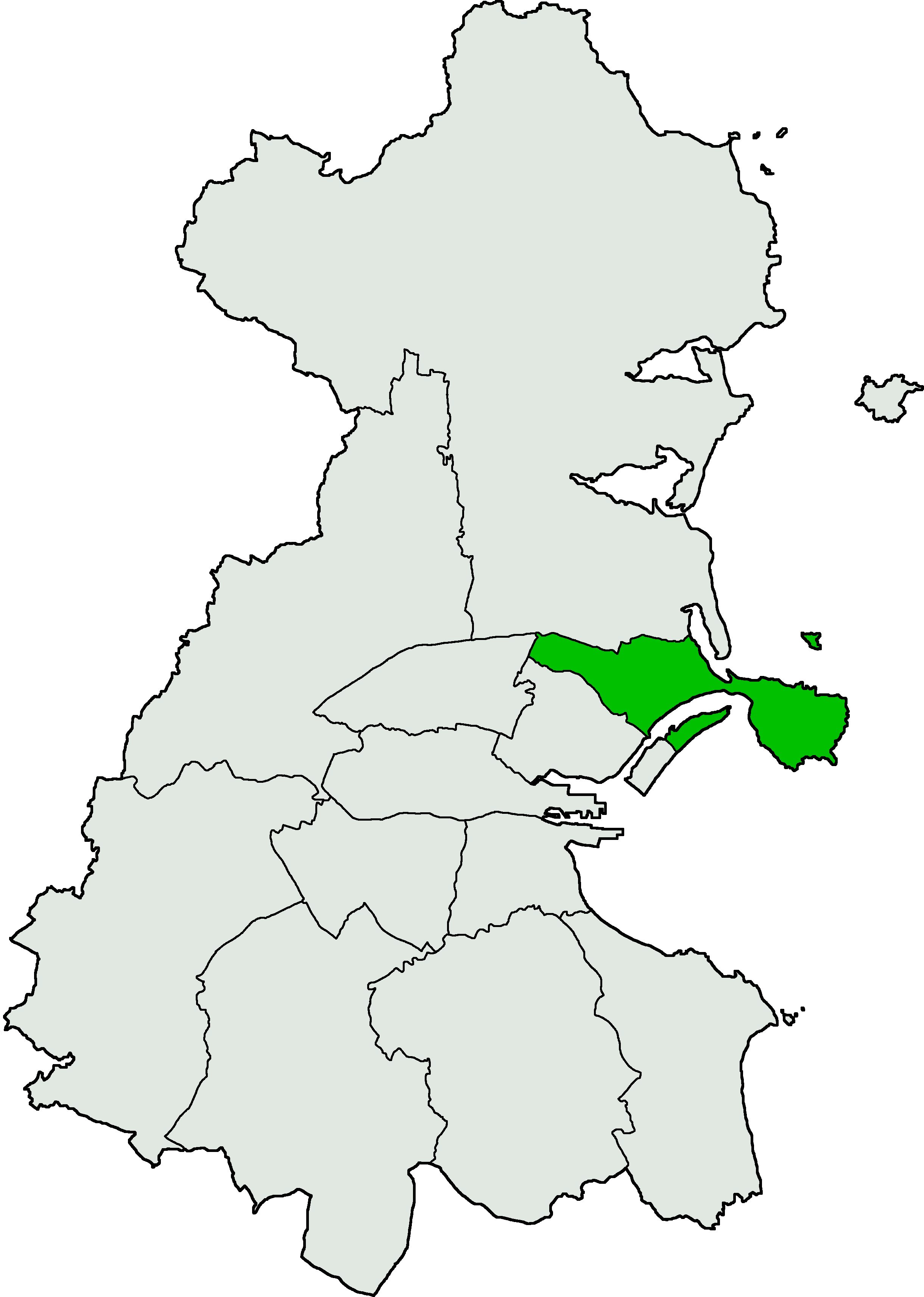
Locatie in County Dublin

Dublin North East is een voormalig kiesdistrict in de Republiek Ierland voor de verkiezingen voor Dáil Éireann, het lagerhuis van het Ierse parlement. Het district omvatte de noordelijke buitenwijken van de stad Dublin en een gedeelte van het graafschap Dublin, onder meer de plaats Howth. Het district werd ingesteld in 1981 en opgeheven voor de verkiezingen van 2016. Het ging grotendeels op in het nieuwe district Dublin Bay-North.
Bij de verkiezingen in 2007 woonden er 52.666 kiesgerechtigden, die 3 leden voor de Dáil konden kiezen.
In 2002 haalde Fianna Fáil 2 van de 3 zetels in dit district. De tweede zetel ging in 2007 echter verloren, zij het dat het verschillen tussen de laatste vier kandidaten bij de telling zeer gering waren. Uiteindelijk ging 1 zetel naar Fianna Fáil, 1 zetel naar Fine Gael en 1 zetel naar Labour.